# Білий Владислав Сергійович
Владисла́в Сергі́йович Бі́лий (5 серпня 1993, Сімферопольський район — 29 липня 2022, смт. Оленівка, Донецька область) — український військовик, військовослужбовець Окремого загону спеціального призначення НГУ «Азов» НГУ. Загинув у полоні внаслідок теракту, вчиненого в ніч проти 29 липня 2022 року російськими окупаційними військами на території колишньої Волноваської виправної колонії № 120.

## Життєпис
З п'яти років виховувала тільки мати. Навчався в Гімназії № 1. Навчався на історичному факультеті Таврійського національного університету імені Вернадського. На першому курсі університету почав відвідувати домашні матчі локального футбольного клубу «Таврія». У 2014 році Владислав разом з ультрасом «Таврії» почав виходити на мирні акції на знак підтримки територіальної цілісності України, але через небезпеку покинув рідний Крим. Незабаром почав навчатися в Національному університеті «Острозька академія» на журналістиці. З 2015 року військовослужбовець Окремого загону спеціального призначення НГУ «Азов» НГУ. Брав участь в АТО на Донбасі.
Одружився в місті Маріуполь, яке стало його другою домівкою.
Нагороджений орденом «За мужність» III ступеня.

## Загибель
Після боїв за Маріуполь і героїчної оборони на Азовсталі потрапив у колишнью Волноваську виправну колонію № 120, що біля селища Оленівка, за 20 кілометрів від Донецька. Загинув внаслідок терористичного акту російських сил. Прах Героя поховали у колумбарну стіну Лук'янівського кладовища заповідника, на стінах почесних поховань. Це зробили задля того, аби виконати ще один заповіт азовця — у випадку загибелі, він просив розвіяти його прах у Криму над Чорним морем. Залишилася дружина Ольга, яка пішла працювати в патронатну службу Азову.